# Côte d'Ivoire aux Jeux paralympiques d'été de 1996
La Côte d’Ivoire a participé aux Jeux paralympiques d’été de 1996 à Atlanta. Il s'agissait de sa première participation aux Jeux paralympiques d'été. La délégation ivoirienne a été composée de deux athlètes dont Oumar Bassakoulba Koné qui a remporté deux médailles d'or en athlétisme au 400 m et 800 m et Gaston Tra Bi Yaly qui fut éliminé en demi-finale.

## Nombre d’athlètes qualifiés par sport
| Sport      | Hommes | Femmes | Total |
| ---------- | ------ | ------ | ----- |
| Athlétisme | 2      | 0      | 2     |
| Total      | 2      | 0      | 2     |

## Résultats
| Médaille | Nom                   | Sport      | Événements          |
| -------- | --------------------- | ---------- | ------------------- |
| Or       | Oumar Basakoulba Koné | Athlétisme | 400 m hommes T42-46 |
| Or       | Oumar Basakoulba Koné | Athlétisme | 800 m hommes T44-46 |